# Лефо
Лефо (фр. Lefaux) — коммуна во Франции, входит в регион О-де-Франс, департамент Па-де-Кале, округ Монтрёй, кантон Этапль. 

## География
Расположена в 3,5 км по автодорогам к северо-востоку от города Этапль и в 14 км по автодорогам к северо-западу от города Монтрёй.
Граничит с коммунами Камье (с запада), Видеем (с севера), Франк (с востока) и городом Этапль (с юга).
Состоит из основной части застройки и нескольких отдельно стоящих ферм.

## История
Впервые упоминается в 1477 году в форме Le Fauch, что на пикардском языке означает «мера земли».
С 1793 по 1801 годы коммуна входила в состав кантона Этапль района Булонь департамента Па-де-Кале.
Затем коммуна входила в состав кантона Этапль округа Монтрёй.
По переписи 1861 года в коммуне проживало 312 человек в 66 домохозяйствах в 64 жилых одноэтажных и 2 двухэтажных домах (3 одиночки, 9 домохозяйств из двух членов, 6 — из трёх, 7 — из четырёх, 9 — из пяти членов, 9 — из шести, 23 — из семи и более членов). Все они были французами и католиками.
Из 166 мужчин был 101 холостой, 56 женатых и 9 вдовцов, из 146 женщин — 78 холостых, 57 замужних и 11 вдов.
По профессии (вместе с членами семей) было 109 собственников, обрабатывающих свои земли, 42 арендатора и 143 подёнщика в сельскохозяйственном секторе, 2 столяра или плотника и 5 мельников в сфере промышленности и ремёсел, 5 бакалейщиков в сфере торговли, 2 работника образования и 2 охранника, а также 2 рантье.
По переписи 1891 года из 333 человек вместе с членами семей 243 занимались сельским хозяйством, 40 — промышленностью и ремеслом (6 — производством изделий из металла, 9 — из дерева, 23 — строительством зданий, 2 — производством одежды), 4 — торговлей (работники общепита), 12 были полицейскими, 10 — в местной администрации, 2 были католическими священниками, 7 работали в образовании, также было 13 рантье и 2 государственных пенсионера.

## Достопримечательности и инфраструктура

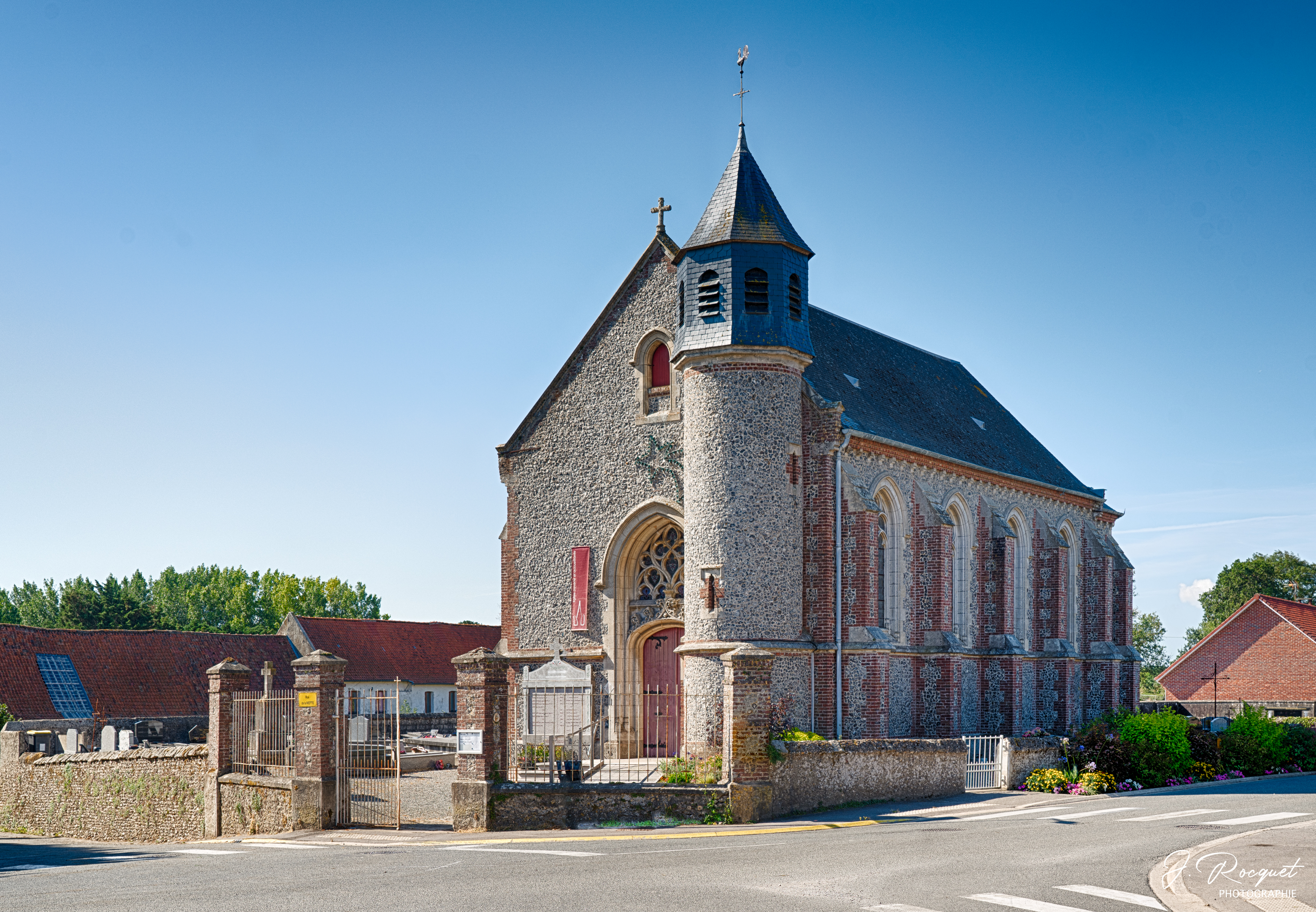
Церковь Жана-Батиста

- Католическая церковь святого Жана-Батиста XIX века с кладбищем вокруг неё и памятником павшим;
- Мэрия и бывшая школа;
- Зал собраний.

## Экономика
Средний располагаемый доход на единицу потребления в 2020 году составлял 22240 евро. Уровень безработицы в 2019 году — 13,2 % (в 2013 году — 11,8 %, в 2008 году — 6,3 %). Из 146 жителей в возрасте от 15 до 64 лет — 67,8 % работающих, 10,3 % безработных, 7,5 % учащихся, 6,8 % пенсионеров и предпенсионеров и 7,5 % других неактивных.
Из 99 работающих 14 работали в своей коммуне, 85 — в другой. 89,9 % работающих добирались на работу на автомобиле, 7,1 % работали из дома, 3,0 % добирались на работу другими способами.
Структура предприятий (всего 21) и рабочих мест (всего 4) в коммуне по состоянию на 31 декабря 2015 года:
- сельское хозяйство — 20,0 %
- промышленность — 0,0 %
- строительство — 12,0 %
- торговля, транспорт и сфера услуг — 36,0 %
  - в том числе торговля и ремонт автомобилей — 8,0 %
- государственные и муниципальные службы — 32,0 %

В этот период в сельском хозяйстве было 5 учреждений без наёмных работников. Также имелось одно микропредприятие с одним наёмным работником и одно учреждение без наёмных работников в строительстве. В сфере услуг, торговли и транспорта имелось 7 учреждений (из них 2 в сфере торговли и ремонта автомобилей) без наёмных работников и одно микропредприятие с одним наёмным работником. В сфере государственных и муниципальных служб было одно учреждение с 2 наёмными работниками и 5 учреждений без наёмных работников.
В 2019 году в коммуне работали 18 человек. По состоянию на конец 2021 года, кроме индивидуальных предпринимателей, имелось два микропредприятия в сумме с 8 наёмными работниками в сельском хозяйстве, два микропредприятия в сумме с 2 наёмными работниками в строительстве, два микропредприятия в сумме с 2 наёмными работниками в сфере услуг (кроме торговли и авторемонта), а также одно учреждение с 2 наёмными работниками в сфере государственных и муниципальных служб. Крупных предприятий в коммуне нет.

## Политика
Пост мэра с 1989 года занимает Женевьев Маргеритт (Geneviève Margueritte, Союз демократов и независимых). В муниципальный совет входит 11 депутатов, включая мэра. В 2020 году они были выбраны в первом туре из 17 кандидатов.

## Демография
| Год  | Численность | Численность |
| ---- | ----------- | ----------- |
| 1793 | 181         | [ 12 ]      |
| 1800 | 191         | [ 12 ]      |
| 1806 | 219         | [ 12 ]      |
| 1821 | 270         | [ 12 ]      |
| 1831 | 301         | [ 12 ]      |
| 1836 | 307         | [ 12 ]      |
| 1841 | 299         | [ 12 ]      |
| 1846 | 311         | [ 12 ]      |
| 1851 | 335         | [ 12 ]      |
| 1856 | 322         | [ 12 ]      |
| 1861 | 312         | [ 12 ]      |
| 1866 | 295         | [ 12 ]      |
| 1872 | 276         | [ 12 ]      |
| 1876 | 278         | [ 12 ]      |
| 1881 | 289         | [ 12 ]      |
| 1886 | 313         | [ 12 ]      |
| 1891 | 331         | [ 12 ]      |
| 1896 | 303         | [ 12 ]      |
| 1901 | 287         | [ 12 ]      |
| 1906 | 254         | [ 12 ]      |
| 1911 | 266         | [ 12 ]      |
| 1921 | 238         | [ 12 ]      |
| 1926 | 237         | [ 12 ]      |
| 1931 | 225         | [ 12 ]      |
| 1936 | 233         | [ 12 ]      |
| 1946 | 216         | [ 12 ]      |
| 1954 | 209         | [ 12 ]      |
| 1962 | 210         | [ 12 ]      |
| 1968 | 199         | [ 12 ]      |
| 1975 | 198         | [ 12 ]      |
| 1982 | 203         | [ 12 ]      |
| 1990 | 204         | [ 12 ]      |
| 1999 | 242         | [ 12 ]      |
| 2006 | 283         | [ 13 ]      |
| 2007 | 274         | [ 14 ]      |
| 2008 | 264         | [ 15 ]      |
| 2009 | 255         | [ 16 ]      |
| 2010 | 264         | [ 17 ]      |
| 2011 | 263         | [ 18 ]      |
| 2012 | 255         | [ 19 ]      |
| 2013 | 247         |             |
| 2014 | 239         | [ 20 ]      |
| 2015 | 236         | [ 21 ]      |
| 2016 | 249         | [ 22 ]      |
| 2017 | 238         | [ 23 ]      |
| 2018 | 236         | [ 24 ]      |
| 2019 | 234         | [ 25 ]      |
| 2020 | 230         | [ 26 ]      |
| 2021 | 224         | [ 27 ]      |
| 2022 | 222         | [ 28 ]      |

В 2019 году в коммуне проживало 234 человека (114 мужчин и 120 женщин), 50,5 % из 194 человек в возрасте от 15 лет состояли в браке, а 23,2 % никогда не состояли в браке или сожительстве.
| Мужчин | Возраст | Женщин |
| ------ | ------- | ------ |
| 0      | 90+     | 0      |
| 8      | 75—89   | 10     |
| 23     | 60—74   | 21     |
| 27     | 45—59   | 25     |
| 23     | 30—44   | 21     |
| 14     | 15—29   | 22     |
| 19     | 0—14    | 21     |

С 2013 по 2019 год средняя ежегодная убыль населения составляла 0,9 % (естественный прирост — 1,0 %, миграционная убыль — 1,9 %). Средний уровень рождаемости составлял 13,1 ‰, а уровень смертности — 3,5 ‰.
В коммуне было 114 частных домов и 4 квартиры, из них 100 основных (первых) жилищ, 10 являлись вторым (запасным) жилищем и 8 пустовали. На каждое первое жилище приходилось в среднем 2,34 человека. Из 100 первых жилищ 79 находились в собственности, 18 арендовались и ещё в 3 жители проживали бесплатно.
Из первых жилищ значительная часть (25) была построена до 1919 года, 22 — между 1991 и 2005 годами, 19 — между 1971 и 1990 годами, 14 — между 1946 и 1970 годами, 9 — между 1919 и 1945 годами и 11 — после 2005 года. Среднее количество комнат в первых жилищах — 5,2. 63 первых жилища имели отопление, в том числе 24 — электрическое.
Из 100 домохозяйств 96 имели автомобили, в том числе 45 — один автомобиль, 51 — два или более автомобиля.
Количество учащихся составляло 47 человек. Ближайшие детские сады и начальные школы находятся в городе Этапль.
Из 180 закончивших обучение 20,0 % не имели образования или окончили начальную школу, 9,4 % окончили коллеж, 28,9 % имели среднее или среднее профессиональное образование, 16,7 % окончили лицей, 19,4 % имели неоконченное высшее образование и 5,6 % были бакалаврами.